# Gaudenzio Brunacci
Gaudenzio Brunacci (Monte Nuovo, 14 ottobre 1631 – Venezia, 30 agosto 1669) è stato un medico e letterato italiano.
La sua poliedrica produzione letteraria è esempio della vivacità culturale della città di Venezia nel XVII secolo.

## Biografia
Nacque nel 1631 a Monte Nuovo nelle Marche; all'età di 10 anni il padre, Antonio, lo inviò ad Ancona per studiare con un padre carmelitano che lo introdusse allo studio delle lettere e della filosofia. Successivamente, nel 1648, si recò a Roma dove intraprese il corso di studi in medicina presso l'Università della Sapienza. Dopo aver appreso la pratica medica presso l'Ospedale di Santo Spirito a Roma, conseguì la laurea in filosofia e medicina nel 1653.
Nel 1660 si trasferì a Venezia dove inizia a esercitare la professione medica, stringendo nel frattempo profondi rapporti con i circoli colti della città. 
Questa partecipazione alla vita culturale della capitale veneziana spinse Brunacci a intraprendere la carriera parallela di scrittore e letterato. Pubblicò nel 1661 il romanzo La Sofonisba, o vero le vicende del Fato e nel 1662 la Vita di Giovan Francesco Loredano, senatore veneto; entrambi i romanzi seguono il modello del romanzo morale, il cui massimo esponente in Veneto è Giovan Francesco Loredan.
L'attività letteraria del Brunacci si estende anche ad interessi scientifici, come nell'opera De China China, seu polvere ad febres, syntagma physiologicum del 1661, e storici, come nell'opera Scipione Affricano il Maggiore del 1662.
Nel 1665 partecipò inoltre al dibattito sul passaggio di una cometa con il De pseudo stella, seu Cometa... disquisitio astrologica e con il Discorso apologetico sopra la Cometa, apparsa nel mese di aprile l'anno corrente 1665.
Per celebrare la sua proficua produzione letteraria il Senato della Repubblica di Venezia gli conferì l'incarico di redigere la storia della guerra turco-veneziana per Creta. Il lavoro rimase incompiuto poiché il Brunacci morì nell'agosto del 1669.

## Opere
- (LA) De China China, seu polvere ad febres, syntagma physiologicum, 1661.
- La Sofonisba, ouero Le vicende del fato, 1661.
- Scipione Affricano il maggiore, 1662.
- Vita di Gio. Francesco Loredano senator veneto, 1662.
- L'Iride, relazione panegirica nella solenne ambasciata del ... sig. marchese Odoardo Valenti Gonzaga, 1663.
- La sferza de gl'alchimisti, diuisa in quatro capitoli. Nel primo si dimostra l'origine, & cause, che produssero tal falsa chimica. Nel secondo gli occulti inganni, 1665.
- (LA) De pseudostella, seu cometa, quae apparuit anno Domini 1664, mense decembris, Venezia, Francesco Valvasense, 1665.
- Vita di santo Gaudentio martire vescouo da Rimini. Descritta da Gaudentio Brunacci. Alla sac. cesar. real maestà di Leonora Gonzaga imperatrice, 1665.
- Discorso apologetico sopra la Cometa, apparsa nel mese di aprile l'anno corrente 1665, 1665.
- Theatrum magnum medicinae, la Trutina phisica ed i Mirabilia magna de astrologis, somniis, meteoris, 1665.
- Vita del signor cardinal Mazzarino ed una Storia dell'impero di Trabisonda, 1665.
- I vaticinj d'Euterpe alle glorie dell'ill. signor Ottavio Labia, nobile veneto, 1666.
- Nella nascita augustissima del primogenito di Leopoldo I e Margherita d'Austria imperatori gloriosissimi, 1667.